# Enrique Castro González
Enrique Castro González (Oviedo, 23 september 1949 - Gijón, 27 februari 2018) - alias Quini - was een Spaans profvoetballer. Hij was een van de meest trefzekere Spaanse spitsen uit de historie. Quini werd vijf keer topscorer van de Primera División en maakte 216 doelpunten in 447 wedstrijden in de hoogste Spaanse divisie. De aanvaller had als bijnamen Quinigol en El Brujo (De Tovenaar).

## Clubvoetbal
Quini begon met voetballen bij het Asturische Club Deportivo Ensidesa in 1966. In 1968 vertrok hij naar Sporting de Gijón. Als speler van Sporting werd de aanvaller driemaal topscorer van de Primera División: in 1973/1974 met 20 goals, in 1975/1976 met 18 goals en in 1979/1980 met 24 goals. In de seizoenen 1969/1970 en 1976/1977 werd Quini bovendien topscorer van de Segunda División A met respectievelijk 24 en 27 doelpunten. In 1980 werd Quini gecontracteerd door FC Barcelona. Bij de Catalaanse club werd hij in de seizoenen 1980/1981 en 1981/1982 met respectievelijk 20 en 26 doelpunten topschutter van de Primera División. Bovendien won Quini met FC Barcelona tweemaal de Copa del Rey (1981, 1983), de Copa de la Liga (1983), de Supercopa (1983) en de Europa Cup II (1982). In 1984 keerde Quini terug naar Sporting de Gijón, waar hij in 1987 zijn carrière als profvoetballer beëindigde.

## Nationaal elftal
Quini speelde 35 interlands voor het Spaans nationaal elftal, waarin hij acht keer scoorde. Quini debuteerde op 28 oktober 1970 tegen Griekenland en hij speelde op 2 juli 1982 tegen West-Duitsland zijn laatste interland. De aanvaller nam met Spanje deel aan de Europees kampioenschap van 1980 en de Wereldkampioenschappen van 1978 en 1982.

## Ontvoering
Op 1 maart 1981 werd Quini ontvoerd na de wedstrijd tegen Hércules CF, die mede door twee doelpunten van de Asturiër in een 6-0-overwinning voor FC Barcelona was geëindigd. Toen de spits met zijn auto Camp Nou verliet, werd hij door twee mannen met een pistool overvallen en ontvoerd. De spelers van FC Barcelona waren aangeslagen door de ontvoering en zonder Quini werd geen wedstrijd meer gewonnen: van de zes wedstrijden eindigde één duel in een gelijkspel en de overige vijf werden verloren. Op 25 maart 1981 werd Quini teruggevonden in een woonhuis in Zaragoza en werden de daders gearresteerd.
1 Arconada ·
2 De la Cruz ·
3 Uría ·
4 Asensi ·
5 Migueli ·
6 Biosca ·
7 Dani ·
8 Juanito · 
9 Quini ·
10 Santillana ·
11 Cardeñosa ·
12 Guzmán ·
13 Miguel Ángel ·
14 Leal ·
15 Marañón ·
16 Olmo ·
17 Marcelino ·
18 Pirri  ·
19 Rexach ·
20 Cano ·
21 San José ·
22 Urruti ·
Coach: Kubala
1 Arconada ·
2 Alexanco ·
3 Migueli ·
4 José Diego ·
5 Uría ·
6 Asensi  ·
7 Dani ·
8 Cardeñosa · 
9 Carrasco ·
10 Quini ·
11 Del Bosque ·
12 Juanito ·
13 Urruti ·
14 Gordillo ·
15 Olmo ·
16 Santillana ·
17 Satrústegui ·
18 Saura ·
19 Cundi ·
20 Tendillo ·
21 Zamora ·
22 Artola ·
Coach: Kubala
1 Arconada  ·
2 Camacho ·
3 Gordillo ·
4 Alonso ·
5 Tendillo ·
6 Alexanco ·
7 Juanito ·
8 Joaquín · 
9 Satrústegui ·
10 Zamora ·
11 López Ufarte ·
12 Urquiaga ·
13 Jiménez ·
14 Maceda ·
15 Saura ·
16 Sánchez ·
17 Gallego ·
18 Uralde ·
19 Santillana ·
20 Quini ·
21 Urruti ·
22 Miguel Ángel ·
Coach: Santamaría